# Élodie Llorca
Élodie Llorca (née à Suresnes en 1974) est une écrivaine française.

## Biographie

### Enfance et formation
Élodie Llorca naît à Suresnes en 1974. Sa mère est comédienne et son père avocat. Inspirée par la passion familiale pour le théâtre, elle suit des cours d'art dramatique et écrit très tôt des pièces qu’elle joue avec ses amis. 
Elle suit des études littéraires (hypokhâgne et khâgne) puis entreprend un mémoire de DEA (aujourd’hui master 2). Elle choisit de travailler sur « le comique verbal chez Feydeau ».

### Carrière
Élodie Llorca devient rédactrice et scénariste de télévision avant de se lancer en littérature.
En 2016, elle publie son premier roman, La Correction. Elle est lauréate du prix Stanislas qui récompense le meilleur premier roman de la rentrée littéraire. Le roman, une fable kafkaïenne, raconte la vie d’un correcteur chargé de traquer les coquilles dans les articles d'une revue,. 
Grand bassin, sorti en 2018, est couronné du prix jeune Central Alain-Spiess, décerné par des lycéens.
En 2020, elle publie Les Mauvaises graines, roman jeunesse édité chez Thierry Magnier.
En 2022, elle publie son quatrième roman : Invasions domestiques. Le roman, écrit à la première personne, raconte l'histoire d'un antihéros, Thomas Thomassin, téléopérateur dans une société d'assurances et passionné de collages, jusqu'à sa rencontre avec Joël, un plombier venu réparer une fuite dans son appartement. Peu à peu, le plombier s'immisce dans sa vie jusqu'à lui préparer ses tartines ou ranger ses courses. « Une exploration fine de la psyché humaine » écrit Élise Lépine du magazine Le Point. 
En 2025, sort Rue Daguerre, aux Éditions Rivages. 